# Wolfstar
En el fandom, Wolfstar, también conocido como Puppylove o Remus Lupin/Sirius Black, es la pareja de los personajes ficticios Sirius Black y Remus Lupin de Harry Potter. Es una forma de shipping.

## Antecedentes y popularidad
A pesar de no ser canónica, la pareja slash es popular dentro del fandom. En octubre de 2018, la pareja contaba con más de 13.000 obras individuales en el repositorio de fanfiction Archive of Our Own. Solo en 2023, se publicaron 9.806 obras individuales que representan a la pareja en el sitio, lo que la convierte en la segunda pareja más escrita en el sitio ese año, detrás de "Ineffable Husbands", la pareja de Aziraphale y Crowley del fandom de Good Omens. Tiene la segunda mayor cantidad de obras escritas para una pareja de este fandom, después de Drarry, otra pareja slash no canónica. David Thewlis, quien interpretó a Lupin en las adaptaciones cinematográficas, y Alfonso Cuarón, quien dirigió la adaptación cinematográfica de Harry Potter y el prisionero de Azkaban, han declarado que interpretan a Lupin como gay.
Cuando Lupin fue presentado por primera vez en la serie, muchos fanáticos asumieron que el personaje tenía queer-coding. La propia autora de la franquicia, J. K. Rowling, confirmó más tarde que la licantropía de Lupin era una metáfora del VIH/SIDA. Sin embargo, en el séptimo libro de la serie, Rowling había comenzado a representar a Lupin en un matrimonio tradicional con hijos con Nymphadora Tonks, otro personaje que varios fanáticos creían anteriormente que había sido codificado como queer. Esta decisión recibió una reacción negativa de aquellos que apoyaban la pareja entre Lupin y Black. La escritora Aja Romano de Vox señaló que algunas de las reacciones fueron "misóginas". Sin embargo, incluso después de que Tonks se convirtiera en el interés amoroso canónico de Lupin, los fanáticos de la pareja "Wolfstar" comenzaron a interpretar a Lupin como bisexual. En julio de 2015, Rowling publicó una "biografía" de Lupin en el sitio web de Pottermore confirmando que antes de enamorarse de Tonks, Lupin "nunca se había enamorado antes". A pesar de la canonicidad de la relación entre Lupin y Tonks, la pareja entre Black y Lupin sigue siendo mucho más popular.
Algunos fanáticos de la pareja optan por interpretar a ambos personajes como padres adoptivos o tíos del protagonista de la franquicia, Harry Potter, quien quedó huérfano cuando era un bebé. Un ejemplo de una pieza escrita por un fan que representa esta interpretación es Stealing Harry, en la que Lupin y Black toman la custodia de Potter de la abusiva familia Dursley y lo crían ellos mismos. Otras obras de fans populares que representan a la pareja incluyen All The Young Dudes y The Shoebox Project.

## Análisis
Según Jacquelin Elliott, de la Universidad de Florida, la larga amistad canónica entre los dos personajes es un factor en la popularidad de la pareja, y sus fanáticos interpretan su relación como similar a la de un "viejo matrimonio". Otros factores incluyen la relación romántica canónica "subdesarrollada" entre Lupin y Tonks y la falta de apego a cualquier personaje femenino de Sirius. Otro factor importante en la popularidad del ship es la licantropía de Lupin, así como el estatus de Black como animago canino, una forma de cambiaformas. Elliott escribió: "Para muchos fans, la licantropía de Remus (y el estatus de Sirius como animago canino) fueron centrales para sus lecturas de los personajes como queer, la hibridez humano/animal de cada hombre realza sus respectivas posiciones como figuras liminales con una sexualidad no permitida". Ella señala además: "Parte del atractivo de la pareja y, de hecho, el atractivo de muchas otras parejas 'monstruosas' de este tipo, es el potencial para las expresiones de prácticas sexuales queer, no permitidas e incluso imposibles que sus cuerpos fantásticos permiten", y que los tropos comunes para las obras eróticas que enfatizan los aspectos animales de ambos personajes incluyen "Mpreg", "ficciones de calor", "apareamiento de por vida" y bestialidad. Sin embargo, también escribe que "no todos los fanfictions de Remus/Sirius se ocupan de estas formas de sexo más hiperanimalistas" y que los fanworks que representan a la pareja "recorren toda la gama desde la pornografía explícita antes mencionada hasta el romance ligero, incluso empalagoso (o 'fluff') y es crucial reconocer que los fics que no incluyen estos tropos no están menos preocupados por la licantropía de Remus y, en muchos sentidos, no son menos radicales". Elliott sostiene que la razón por la que la licantropía de Lupin aparece de forma tan destacada en muchas obras que representan a la pareja es que su condición de licántropo "marca su sexualidad como inaceptable".
Aunque Rowling no retrató explícitamente la pareja como romántica en las novelas, muchos fanáticos de la pareja la interpretan como canónica. Varias líneas y añadidos de las adaptaciones cinematográficas que no están presentes en las novelas, como el personaje Severus Snape acusando a ambos personajes de pelearse como un "viejo matrimonio" o Black abrazando a Lupin a pesar de su licantropía, pueden influir en dichas lecturas por parte de los fanáticos de la pareja. Otros fanáticos pueden aceptar la pareja como no canónica y apoyarla a pesar de su falta de canonicidad. En relación con la "biografía" de Pottermore, Elliott sostiene que Rowling había "excluido lecturas alternativas y, al hacerlo, de hecho llenó espacios donde los fans queer habían podido forjar un lugar representativo para sí mismos", y que había "destruido las esperanzas de que, por una vez, un monstruo codificado como queer pudiera ser en realidad queer, lo que habría otorgado a los fans queer una pequeña pieza de representación que no solo fuera contratextual". Según Romano, una parte significativa de los fans de la pareja "creían que Rowling había tomado los dos personajes más queer de la serie, los había des-homosexualizado y los había unido en una unión heteronormativa productora de niños".
Laura Muth de The Mary Sue argumentó que Lupin y Black son paralelos a "Stucky", la pareja formada por los personajes de Marvel Comics Capitán América y Bucky Barnes. Muth señaló que tanto Sirius como Bucky desaparecen de la vida del otro durante años antes de resurgir como villanos, y que "todos son personajes profundamente desarrollados como individuos", sin que ninguno de los personajes sea "simplemente un vehículo para el desarrollo de otro". Sin embargo, Muth también señala que, si bien Sirius fue acusado injustamente de sus crímenes, Bucky "resultó estar bajo la influencia de un experimento invasivo de control mental que borró sus recuerdos y su antiguo sentido del bien y del mal".

## Lectura adicional
- «The Paris Review  -  Harry Potter and the Secret Gay Love Story - The Paris Review».